# Ланге-Мюллер, Петер Эразм
Петер Эразм Ланге-Мюллер (дат. Peter Erasmus Lange-Müller; 1 декабря 1850 — 26 февраля 1926) — датский композитор и пианист.

## Биография и творчество
Преимущественно самоучка, представитель позднего романтизма. Произведениям Ланге-Мюллера свойственен ярко выраженный национальный колорит. Многие его песни (а написал он их около 250) стали народными. Влияние народно-песенной и средневековой культуры ощутимо и в камерной музыке Ланге-Мюллера, и в его хорах. Некоторые музыковеды отмечают, что импрессионистические черты музыкального стиля Ланге-Мюллера позволяют назвать его предшественником Дебюсси. Оперы Ланге-Мюллера — «Испанские студенты» (дат. «Spanske Studenter»; 1883), вдохновлённая вагнеровскими образцами «Кровь викинга» (дат. «Vikingeblod»; 1900) и ряд других — считаются неудачными, зато музыка и песни к сказочной комедии Хольгера Драхмана «Жил-был однажды» (дат. «Der var engang») пользовались продолжительным успехом.
Ланге-Мюллер страдал мигренью и в начале XX века отошёл от творческой деятельности, посвятив себя семье. Среди последних его больших сочинений — скрипичный концерт, соч. 69 и Кантата на столетие Андерсена, соч. 71.
22 февраля 1926 года упал в обморок на улице, скончался от последствий этого падения и пневмонии.

## Признание
Кавалер (1887) и командор (1920) Ордена Данеброг. Песня Ланге-Мюллера на стихи Драхмана «Мы любим нашу страну» (дат. Vi elsker vort land; 1887) включена в Датский культурный канон.